# Felice Corini
Felice Corini (Parma, 13 dicembre 1889 – Pegli, 22 dicembre 1946) è stato un ingegnere e politico italiano.

## Biografia
Frequentò le scuole dei Fratelli delle Scuole Cristiane e dei Salesiani di Parma, e si laureò in ingegneria nel 1912 al Politecnico di Torino e in matematica nel 1915 all'Università di Bologna.
Durante la prima guerra mondiale fu nominato ispettore ferroviario e organizzò i trasporti della I e IV armata meritandosi una decorazione al merito dello Stato Maggiore dell'esercito. Dopo la fondazione del Partito Popolare Italiano fu segretario della sezione di Parma e poi segretario provinciale. Si schierò apertamente contro la proposta di legge per l'introduzione del divorzio presentata nel 1920 dai Socialisti.
Nel 1921 si candidò col Partito Popolare alle elezioni politiche, ma non fu eletto. Ripresentatosi nel 1924, fu eletto deputato per la circoscrizione dell'Emilia-Romagna. Avendo aderito alla Secessione dell'Aventino, squadre di fascisti guidati da Farinacci fecero irruzione nel suo studio professionale di ingegnere devastandolo, e nel novembre 1925 fu dichiarato decaduto dai suoi incarichi parlamentari.
Da allora si dedicò esclusivamente alla professione e all'insegnamento (già nel 1919 era stato insegnante presso la scuola d'Applicazione di Bologna). Insegnò Tecnica ed economia dei trasporti alla Facoltà di Ingegneria di Bologna e poi all'Università degli Studi di Genova, venendo riconosciuto come uno dei più grandi esperti italiani delle costruzioni ferroviarie e stradali.
Nel dopoguerra fu invitato a presentarsi candidato alla Costituente, ma rinunciò per motivi di salute.
Il suo studio di ingegneria progettò molti lavori in provincia di Parma (case, viadotti, ponti e strade). Pubblicò molti studi di carattere tecnico e scientifico. Nell'Archivio Micheli della Biblioteca Palatina di Parma sono conservate 70 sue lettere, soprattutto di carattere politico.
A Parma gli è intitolata una via del quartiere San Leonardo, parallela a via Genova. A Roma gli è intitolata una via del quartiere di Ponte di Nona.

## Opere
- Costruzione ed esercizio delle ferrovie, 2ª ed., Torino, UTET, 1929-1931.
- Scienza e tecnica delle costruzioni stradali e ferroviarie, Milano, Hoepli, 1947.
- Tecnica ed economia dei trasporti, edizione postuma a cura di Riccardo Bianchedi, Torino, UTET, 1950.